# FKBP3
FK506-свя́зывающий бело́к 3 (англ. FK506-binding protein 3, FKBP3) — белок, кодируемый у человека геном FKBP3.

## Функция
FKBP3 — член семейства белков иммунофилинов, задействованных в иммунорегуляции и основных клеточных процессах фолдинга и перемещения белка. Этот белок является цис-транспролилизомеразой, которая связывается с иммунодепрессантами такролимусом (FK506) и рапамицином. Белок имеет более высокое сродство к рапамицину, чем к FK506, и, таким образом, может быть важной молекулой-мишенью для иммуносупрессии при помощи рапамицина.

## Взаимодействия с другими белками
FKBP3, как было выявлено, взаимодействует с YY1, гистондеацетилазой 1, гистондеацетилазой 2 и 5Mdm2.